# Shijimiaeoides asonis
Shijimiaeoides asonis är en fjärilsart som beskrevs av Matsumura 1929. Shijimiaeoides asonis ingår i släktet Shijimiaeoides och familjen juvelvingar. Inga underarter finns listade i Catalogue of Life.